# Autovía A-24
Die Autovía A-24 oder Autovía Daroca–Burgos ist eine geplante Autobahn in Spanien. Die Autobahn soll von Daroca nach Burgos verlaufen.

## Abschnitte
| Position | Kurzbezeichnung des Abschnitts | Abschnitt        | km  | Eröffnung  |
| -------- | ------------------------------ | ---------------- | --- | ---------- |
| 1        |                                | Calamocha-Daroca | 50  | in Planung |
| 2        |                                | Daroca-Calatayud | 45  | in Planung |
| 3        |                                | Calatayud-Soria  | 89  | in Planung |
| 4        |                                | Soria-Burgos     | 143 | in Planung |

## Größere Städte an der Autobahn
- Daroca
- Burgos